# ماكارينا رييس
ماكارينا رييس (بالإسبانية: Macarena Reyes) هي منافسة ألعاب القوى تشيلية، ولدت في 30 مارس 1984 في سان فرناندو في تشيلي.

## وصلات خارجية
- ماكارينا رييس على موقع الاتحاد الدولي لألعاب القوى (الإنجليزية)